# Miliči
Miliči este o localitate din comuna Črnomelj, Slovenia, cu o populație de 23 de locuitori.